# ヘーチマン国家

ヘーチマン国家
「ザポロージャのコサック軍」
Військо Запорозьке  (ウクライナ語)

  ヘーチマン国家の領域（1654年）

1. 

ヘーチマン国家（ヘーチマンこっか、ウクライナ語: Гетьма́нщина）は、1649年から1782年の間にドニプロ・ウクライナに存在したコサックの国家である。ポーランド・リトアニア共和国における最大のコサック反乱であるフメリニツキーの乱によって誕生した。国家の君主であるヘーチマンによって統治されたことから、ヘーチマン国家と呼ばれた。正式な国号はザポロージャのコサック軍（Військо Запорозьке）である。
1654年以後、ロシア・ツァーリ国とロシア帝国の保護下に置かれ、1667年にコサック内戦とロシア・ポーランド戦争の結果、アンドルソヴォ条約でロシアとポーランドの間に分割された。1699年にポーランド支配下の右岸ウクライナにおいてコサックが廃止されると、ロシア支配下の左岸ウクライナにおいて存続し、ポーランド・オスマン帝国とクリミア・ハン国からロシアを守る役割を果たした。
1709年に大北方戦争の際、ロシアから離れてスウェーデンの保護を受けようとしたが失敗、18世紀中にロシア政府の政策により政治的・経済的の独立を失った。1764年にロシアのエカチェリーナ2世はヘーチマン制を廃止、翌1765年に国土はロシアの小ロシア県に編成され、1786年にコサック連隊制が廃止となった。

## 国号
| 正式               | ザポロージャのコサック軍（Військо Запорозьке） |
| 研究史上           | ヘーチマン国家・ヘトマン国家（ウクライナ語: Гетьма́нщина）。「ヘーチマン」というコサック棟梁の称号による。 コサック国家（ウクライナ語: Козацька держава）。主権はコサックのみに属していたことによる。 ヘーチマンのウクライナ（Гетьманська Україна）。ウクライナ史上の国家であることを強調するため。 |
| コサック側         | 軍（Військо）、ウクライーナ（Україна）ヴクライーナ（Вкраїна）。 |
| ロシア側・正教会側 | 小ロシア（Малоросія)、ウクラーイナ（Украйна）。 |

## 歴史

### ポーランドからの独立
ヘーチマン国家の建国のきっかけは、1648年にポーランド・リトアニア共和国の領土であったウクライナで始まったフメリニツキーの乱である。ウクライナ・コサックは現地の大公たちと大貴族（マグナート）の支配に対して大きな反感を抱き、ザポロージャ・コサックの棟梁（ヘーチマン）であるボフダン・フメリニツキーの下、政府に対して反旗を翻した。
コサック軍はジョーウチ・ヴォードィの戦い、コールスニの戦い、そしてプィリャーウツィの戦いで官軍を破ったことにより、広範な支持を取り付けた。反乱はウクライナ全土に拡大し、コサックのみならず多数のウクライナの町人・農民さえフメリニツキーの軍勢に加わった。1649年にはポーランド・リトアニア共和国は連敗に連敗を重ね、ウクライナの中央にあったキエフ県・チェルニーヒウ県・ブラツラウ県をコサックに明け渡し、コサックの自治権を認めて平和条約を結ぶことを余儀なくされた。
法律上ではウクライナ・コサックはポーランド・リトアニア共和国の保護の下で置かれていたが、事実上は独立した政権として存在していた。コサックの頭領であったヘーチマンは、コサックの域内では内政権と外交権をもち、反乱参加者の内からもっとも有力な武将を中心に政府を作った。コサックの国は「ポールク」（полк:「連隊」）という行政単位に分かれ、外敵にいつでも打ち向かうことができるように強い軍事的性格を保ちつづけていた。首都はチヒルィーンに置かれた。国内の経済を活発化させるためすべての税はコサック政府に集められ、独自の硬貨も鋳造されるようになった。
しかし、ポーランド・リトアニア共和国にとってウクライナ・コサックの自治は許容しがたいものであった。この前、ポーランド・リトアニア共和国とオスマン帝国は長年の戦争を終えて平和条約を結んでおり、共和国側の人間がオスマン帝国領へ侵入して略奪行為を行うことを厳しく禁止していた。しかしそういった略奪行為はウクライナ・コサックたちの昔からの伝統的な生活の一部であり、略奪先で捕獲した人々を奴隷として売買する取引は彼らコサックたちの貴重な収入源だったのである。トルコ領への侵入・略奪行為が禁止されたことでウクライナ・コサックたちがポーランド・リトアニア共和国に対して反乱（フメリニツキーの乱）を起こした結果がヘーチマン国家の成立であった。
問題は、ヘーチマン国家がポーランド・リトアニア共和国内で自治権を獲得したとはいえ、法律上その国家はポーランド・リトアニア共和国の主権下にあり、これはウクライナ・コサックたちがポーランド・リトアニア共和国の国民であることを意味した。ヘーチマン国家のコサックたちが「伝統的な経済活動」を自由に行えるようになると、ヘーチマン国家の責任者であるポーランド・リトアニア共和国の外交、特にオスマン帝国との外交にとって非常にまずいことになったのである。
ポーランド・リトアニア共和国は国力の回復を待ち、1650年にウクライナ・コサックとの条約を破棄してコサック討伐戦争を開始したが、それは失敗に終わった。この戦争の結果、ポーランド・リトアニア共和国は中央ウクライナの支配を最終的に失い、コサックの国家はポーランド・リトアニア共和国と敵対関係にあったオスマン帝国やモスクワ大公国（ロシア・ツァーリ国）などと手を結んで国際的に独立国家として承認されたのである。このような経緯から、フメリニツキーの蜂起とヘーチマン国家の成立はウクライナ独立の画期とみなされる。またこれはポーランド・リトアニア共和国崩壊の端緒となり、1655年にはスウェーデンがポーランド領内に侵攻して、のちに「大洪水時代」と呼ばれることになった大きな戦乱時代が幕を開けた。

### ロシア・ツァーリ国の保護
フメリニツキーはポーランドからの自治を勝ち取ったものの、周囲を敵に囲まれており、軍事・外交の面で極めて難しい状況にあった。反乱開始当初に同盟を結んでいたクリミア・ハン国は後にポーランド側に寝返ったため、フメリニツキーは同盟国を求めて一時はオスマン帝国の宗主権下に入っている。またモルダヴィア公国、スウェーデン、トランシルヴァニア公国、ロシア・ツァーリ国との同盟も求めようとした。1654年にはロシア・ツァーリ国とペレヤースラウ条約（ペレヤスラフ条約）を結んでその保護下に入った。同じ正教徒であるモスクワとの同盟は、イスラム教徒のオスマン帝国との同盟よりも当時のウクライナでは歓迎されたが、その後は長年に亙るモスクワによるウクライナ支配をも齎してしまった側面がある。

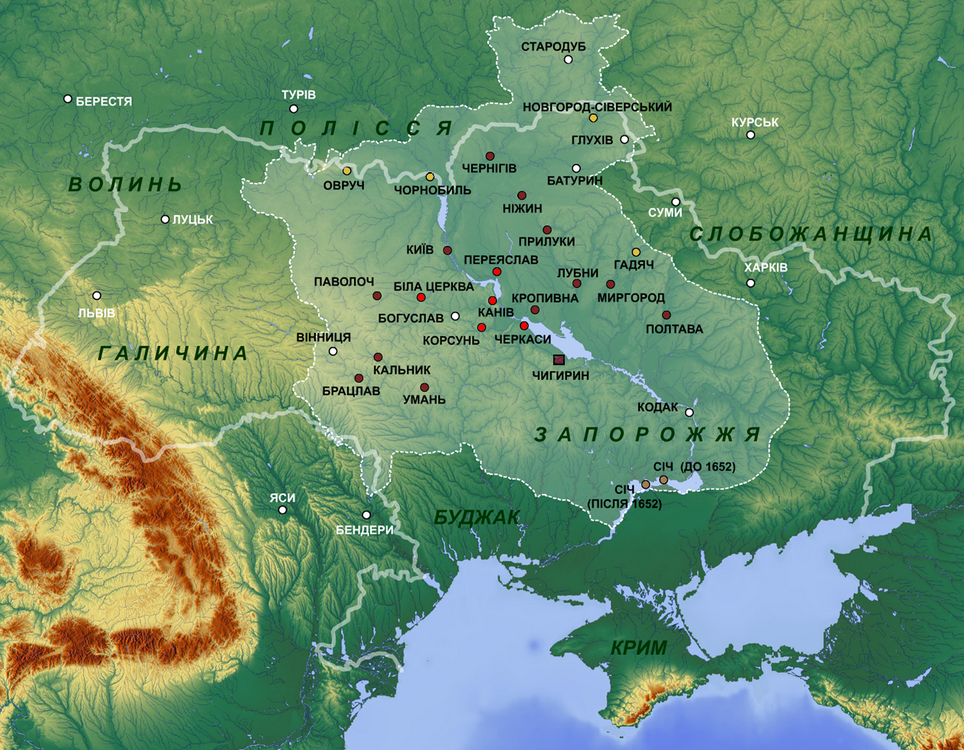
17世紀のウクライナ・コサックの領土

この協定に対する評価はウクライナとロシアでは分かれている。ウクライナはこの協定を、フメリニツキーが結んだ多数の短期的な同盟の単なる一つとみなしたが、ロシアおよび後のソ連は、歴史の中で別々の道を歩んだロシアとウクライナがこの協定でついに永続的に統合されたとみなした。
ポーランドにおける「大洪水時代」はロシア・ポーランド戦争 (1654年-1667年)で頂点に達する。この戦争ではモスクワとウクライナ（ヘーチマン国家）は共に戦ったが、やがて利害の対立が深まり始める。1656年にはモスクワはスウェーデンに宣戦布告し、ヘーチマン国家への通告なくポーランドと和平を結ぶに至った。これに怒ったフメリニツキーはモスクワと戦うためにオスマン帝国やトランシルヴァニアなどの各国、中でもスウェーデンと結んで蜂起しようとしたが、その直後に没してしまった。
フメリニツキーの死後はドニプロ川の左岸と右岸にヘーチマンが並立したうえ、各国がウクライナの地を舞台に戦い、ウクライナは「荒廃時代」（ルイーナ）とよばれる衰退期に入った。

### ヘーチマン国家の自治と滅亡
ロシア・ポーランド戦争の終結となる1667年のアンドルソヴォ条約によりウクライナのコサック国家がポーランドとロシアの間に分割された。この分割は1689年の永遠平和条約により固定された。キエフを含むドニプロ川の左岸に位置するヘーチマン国家の領土はロシアの支配下に置かれ、「左岸ウクライナ」と呼ばれるようになった。一方、「右岸」ではポーランドの支配が復活し、コサックは自治を奪われ、1700年にはヘーチマンやコサックの制度が廃止されてしまった。
1709年、大北方戦争中にヘーチマンのイヴァン・マゼーパが反ロシアの蜂起を起こしたことにより、ヘーチマン国家にはロシアの高官や軍隊が送られてコサックの自治権が大きく削減され、1722年にヘーチマンの政府が廃止された。1734年までにコサックの統制を行ったのはロシア政府の機関、小ロシア委員会であった。

18世紀のウクライナ・コサックの領土

その後ヘーチマン政府は、一時期に回復されたものの、1764年に最終的に廃止されることとなった。このことによりヘーチマン国家は事実上亡ぼされ、1781年にその旧領土においてチェルニーヒウ代官地、ノーヴホロド・シーヴェルシクィイ代官地、キエフ代官地が設置された。

## 国家組成
ヘーチマン国家は「ザポロージャのコサック軍」とも呼称されていた。その領土は、ドニプロー川を軸にして現在の中部ウクライナから南ベラルーシまで拡大していた。面積はおよそ20万km²の面積で、人口は約300万人であったという。1660年代までの国家の首都は、キエフやザポロージャではなく、フメリニツキーの故郷、チヒルィーンの城に置かれていた。ペレヤースラウ条約締結後は領域は左岸のみとなり、首都はウクライナ北部のバトゥールィンになった。マゼーパの反乱の後、バトゥールィンはロシア軍により懲罰として破壊され住民は虐殺され、首都はさらにロシア国境に近いフルーヒウへと移っている。
ヘーチマン国家の国家構造は、そのコサック軍的な要素で特徴付けられている。国家元首は、コサック全員による大会議により終身選任され、国内の最高立法権・行政権・裁判権を有するコサックの長であるヘーチマンが担い、その下でコサック軍の軍隊階級に準じた役職が各階層でラーダ（会議）を持ち、国家の運営に当たった。ヘーチマンの下には、ヘーチマン・ラーダが置かれた。ヘーチマンの側近はヘネラーリナ・スタルシーナ（大長老衆）と呼ばれ、ヘネラーリヌィイ・オボーズヌィイ（大輜重官、軍隊では大将相当）、ヘネラーリヌィイ・スッヂャー（大裁判官）、ヘネラーリヌィイ・プィーサル（大書記官）、ヘネラーリヌィイ・ピドスカールビイ（大主計官）、ヘネラーリヌィイ・ホルーンジイ（大軍旗手官、軍隊では中将相当）、ヘネラーリヌィイ・ブンチュージュヌィイ（大ブンチューク手官、軍隊では少将相当）、2人のヘネラーリヌィイ・オサヴール（大オサヴール、軍隊の階級名）からなっていた。大長老衆は、選挙によって選出された。この他、臨時職としてナカーズヌィイ・ヘーチマン（任命ヘーチマン、ヘーチマンの代官）が置かれたこともあった。
こうした役職は、それぞれ国の行政、司法、立法、軍事、外交などを司った。その最高機関はヘネラーリナ・ヴィイシコーヴァ・ラーダ（大軍事会議）で、ヘネラーリナ・スタルシーナによって運営された。ヘネラーリヌィイ・スッヂャーは、最高司法機関であるヘネラーリヌィイ・ヴィイシコーヴィイ・スード（大軍事法廷）を運営した。ヘネラーリヌィイ・プィーサルは、最高行政機関であるヘネラーリナ・ヴィイシコーヴァ・カンツェリャーリヤ（大軍事行政府）を運営した。ヘネラーリヌィイ・ピドスカールビイは、ヘネラーリナ・スカルボーヴァー・カンツェリャーリヤ（大主計行政府）を運営した。
ヘネラーリナ・スタルシーナの下には、ヴィイシコーヴァ・スタルシーナ（軍事長老衆）が置かれた。その下に置かれたのがポルコーウヌィク（軍隊では大佐相当）であった。ポルコーウヌィクはポルコーヴァ・ラーダ（連隊会議）を持ち、国家の基幹である「ポールク」（連隊）を運営した。その下には、ソートニャ（百人隊）を運営するソートヌィク、最小単位であるクリーニを運営するクリンヌィーイ・オタマーン（クリーニの棟梁）が置かれた。こうした組織は、それぞれにラーダを持っていた。
全体として国内の連隊の数は常に16を超えていた。連隊制とは別に、コサック国家内で自治制を保つウクライナ・コサックの根拠地ザポロージャのシーチが存在し、それはヘーチマンの直轄地とされ、ヘーチマンに任命された連隊長と違って、シーチのコサックが選ぶコサック大長官によって治められた。
社会は、コサック・貴族・聖職者・町人・農民という階級に分かれており、国権はコサックのみによって発動されていた。コサック以外の階級は国政運営から切り放されていたが、貴族と聖職者は身分権・領地自治権が保障されており、町人はドイツ法に基づく自治権を有していた。また多く農民は、フメリニツキーの乱によって農奴から解放され、自由な所有者となり、税金と引換えに土地を所有することが許された。フメリニツキー統治下のコサック国家では、階級の境界は柔軟で、貴族と町人はコサックになることが多かった。
従来のコサックの習わしによれば、国政はヘーチマンとコサック全員との大議会で行うはずであったが、フメリニツキー時代のコサック国家の大議会はほとんど開催されることなく、国政に関するすべての判断はヘーチマンの独断かヘネラーリナ・スタルシーナ（大長老衆）との相談によって決められていた。国の財政を握ったのはヘーチマンのみであり、国家予算の内容は戦利品と徴税からなっていた。

## 行政区分

### 首都
- チヒルィーン (1648年‐1660年)
- バトゥールィン（1669年‐1708年）
- フルーヒウ（1708年‐1750年）
- バトゥールィン（1750年‐1764年）

### 連隊
- カリヌィーク連隊（1648年－1678年、1704年－1708年、右岸ウクライナ）
- キエフ連隊（1648年－1782年、右岸・左岸ウクライナ）
- ブラーツラウ連隊（1648年－1667年、1685年－1712年、右岸ウクライナ）
- ビーラ・ツェールクヴァ連隊（1648年－1712年、右岸ウクライナ）
- ハーデャチ連隊（1648年－1649年、1671年‐1782年、左岸ウクライナ）
- フルーヒウ連隊（1663年－1665年、左岸ウクライナ）
- ボフスラーウ連隊（1685年－1712年、右岸ウクライナ）
- ボルズナー連隊（1648年－1649年、1654年－1655年、左岸ウクライナ）

## ヘーチマンの一覧
| 番 | 画像 | 名前（日本語）                     | 名前（ウクライナ語） | 在位            | 紋章 | 備考                            |
| -- | ---- | ---------------------------------- | -------------------- | --------------- | ---- | ------------------------------- |
| 1  |      | ボフダン・フメリニツキー           | Богдан Хмельницький  | 1648年 - 1657年 |      |                                 |
| 2  |      | イヴァン・ヴィホーウシクィイ       | Іван Виговський      | 1657年 - 1659年 |      |                                 |
| 3  |      | イヴァン・ベズパールィイ           | Іван Безпалий        | 1659年          |      | 任命ヘーチマン                  |
| 4  |      | ユーリイ・フメリニツキー           | Юрій Хмельницький    | 1659年 - 1663年 |      | 一度目                          |
| 5  |      | ヤクィム・ソムコ                   | Яким Сомко           | 1663年          |      | 左岸ウクライナ (任命ヘーチマン) |
| 6  |      | パウロー・テテーリャ               | Павло Тетеря         | 1663年 - 1665年 |      | 右岸ウクライナ                  |
| 7  |      | イヴァン・ブリュホヴェーツィクィイ | Іван Брюховецький    | 1663年 - 1668年 |      | 左岸ウクライナ                  |
| 8  |      | ダヌィーロ・イェルモーレンコ       | Данило Єрмоленко     | 1665年          |      | 左岸ウクライナ (任命ヘーチマン) |
| 9  |      | ステパン・オパラ                   | Степан Опара         | 1665年          |      | 右岸ウクライナ                  |
| 10 |      | ペトロー・ドロシェーンコ           | Петро Дорошенко      | 1665年 - 1676年 |      | 右岸ウクライナ                  |
| 11 |      | ムィハーイロ・ハネンコ             | Михайло Ханенко      | 1669年 - 1674年 |      | 右岸ウクライナ                  |
| 12 |      | デミヤーン・ムノホヒリーシュヌィイ | Дем'ян Многогрішний  | 1669年 - 1672年 |      | 左岸ウクライナ                  |
| 13 |      | オスターフィイ・ホーホリ           | Остафій Гоголь       | 1676年 - 1677年 |      | 二度目 右岸ウクライナ           |
| 13 |      | ユーリイ・フメリニツキー           | Юрій Хмельницький    | 1677年 - 1681年 |      | 二度目 右岸ウクライナ           |
| 14 |      | イヴァン・サモイローヴィチ         | Іван Самойлович      | 1672年 - 1687年 |      | 左岸ウクライナ                  |
| 15 |      | サムーシ・サミーイロ               | Самусь Самійло       | 1672年 - 1687年 |      | 右岸ウクライナ (任命ヘーチマン) |
| 16 |      | イヴァン・マゼーパ                 | Іван Мазепа          | 1687年 - 1709年 |      | 左岸ウクライナ                  |
| 17 |      | イヴァン・スコロパードシクィイ     | Іван Скоропадський   | 1709年 - 1722年 |      | 左岸ウクライナ                  |
| 18 |      | プィルィープ・オールルィク         | Пилип Орлик          | 1710年 - 1742年 |      | 右岸ウクライナ (海外)           |
| 19 |      | パウロー・ポルボートク             | Павло Полуботок      | 1722年 - 1724年 |      | 左岸ウクライナ                  |
| 20 |      | ダヌィーロ・アポーストル           | Данило Апостол       | 1727年 - 1734年 |      | 左岸ウクライナ                  |
| 21 |      | クィルィーロ・ロズモーウシクィイ   | Кирило Розумовський  | 1750年 - 1764年 |      | 左岸ウクライナ                  |

## 史料
- （ウクライナ語） ウクライナの歴史に関する基本的史料を集めた電子図書館 ～17世紀のキエフ年代記（Київський літопис першої чверті XVII ст.）からキエフ古文書会が出版した諸年代記（Добірка літописів, видана Київською археографічною комісією. Київ, 1888.）まで～